# Motocyklowe Grand Prix Argentyny

Autódromo Oscar Alfredo Gálvez – tor na którym rozegrano 10 wyścigów zaliczanych do MMŚ.

Motocyklowe Grand Prix Argentyny – eliminacja Mistrzostw Świata Motocyklowych Mistrzostw Świata rozgrywana w latach 1961–1963, 1981–1982, 1987, 1994–1995, 1998–1999 i ponownie od 2014. Wyścig był rozgrywany na dwóch torach: w Buenos Aires i Santiago del Estero. Pierwszy wyścig o Grand Prix Argentyny był rozegrany w 1960 roku, ale nie był on zaliczany do Motocyklowych Mistrzostw Świata.

## Wyniki wyścigów w MMŚ
| Rok  | Miejscowość         | Moto3              | Moto2               | MotoGP           |
| ---- | ------------------- | ------------------ | ------------------- | ---------------- |
| 2022 | Santiago del Estero | Sergio García      | Celestino Vietti    | Aleix Espargaró  |
| 2019 | Santiago del Estero | Jaume Masia        | Lorenzo Baldassarri | Marc Márquez     |
| 2018 | Santiago del Estero | Marco Bezzecchi    | Mattia Pasini       | Cal Crutchlow    |
| 2017 | Santiago del Estero | Joan Mir           | Franco Morbidelli   | Maverick Viñales |
| 2016 | Santiago del Estero | Khairul Idham Pawi | Johann Zarco        | Marc Márquez     |
| 2015 | Santiago del Estero | Danny Kent         | Johann Zarco        | Valentino Rossi  |
| 2014 | Santiago del Estero | Romano Fenati      | Esteve Rabat        | Marc Márquez     |

| Rok  | Miejscowość  | 50 cm³        | 125 cm³         | 250 cm³             | 350 cm³       | 500 cm³              |
| ---- | ------------ | ------------- | --------------- | ------------------- | ------------- | -------------------- |
| 1999 | Buenos Aires |               | Marco Melandri  | Olivier Jacque      |               | Kenny Roberts Jr.    |
| 1998 | Buenos Aires |               | Tomomi Manako   | Valentino Rossi     |               | Mick Doohan          |
| 1995 | Buenos Aires |               | Emilio Alzamora | Max Biaggi          |               | Mick Doohan          |
| 1994 | Buenos Aires |               | Jorge Martínez  | Tadayuki Okada      |               | Mick Doohan          |
| 1987 | Buenos Aires |               |                 | Sito Pons           |               | Eddie Lawson         |
| 1982 | Buenos Aires |               | Ángel Nieto     |                     | Carlos Lavado | Kenny Roberts        |
| 1981 | Buenos Aires |               | Ángel Nieto     | Jean-François Baldé | Jon Ekerold   |                      |
| 1963 | Buenos Aires | Hugh Anderson | Jim Redman      | Tarquinio Provini   |               | Mike Hailwood        |
| 1962 | Buenos Aires | Hugh Anderson | Hugh Anderson   | Arthur Wheeler      |               | Benedicto Caldarella |
| 1961 | Buenos Aires |               | Tom Phillis     | Tom Phillis         |               | Jorge Kissling       |

## Wyniki wyścigu w 1960
Jest to jedyny wyścig o GP Argentyny, który nie był zaliczany do Motocyklowych Mistrzostw Świata.
| Rok  | Miejscowość  | 50 cm³ | 125 cm³    | 250 cm³     | 350 cm³ | 500 cm³              |
| ---- | ------------ | ------ | ---------- | ----------- | ------- | -------------------- |
| 1960 | Buenos Aires |        | John Grace | Tom Phillis |         | Juan Carlos Salatino |

## Liczba zwycięstw (kierowcy)
- 3 - Tom Phillis, Hugh Anderson, Mick Doohan, Marc Márquez,
- 2 - Ángel Nieto, Johann Zarco